# Rastislav
Rastislav je moško osebno ime.

## Izvor imena
Ime Rastislav je slovanskega izvora, ki je zloženo iz velenika glagola rasti in slav, to je »tisti, ki budi, vzbuja, množi slavo«. Miklošič opozarja na povezavo imena Rastislav z latinsko besedo crescere, tako da se lahko govori o pomenski sorodnosti imena Rastislav in latinskega imena Crescentius, slovensko Krescenij.

## Različice imena
- moške različice imena: Rastimir, Rastisav, Rastko, Rasto, Rastoslav
- ženske različice imena: Rasta, Rastica, Rastislava, Rastja

## Tujejezikovne različice imena
- pri Čehih: Rostislav, redkeje Rastislav
- pri Poljakih: Rościsław
- pri Srbih:  Rastislav

## Pogostost imena
Po podatkih Statističnega urada Republike Slovenije je bilo na dan 31. decembra 2007 v Sloveniji število moških oseb z imenom Rastislav: 44.

## Osebni praznik
V koledarju je ime Rastislav zapisno 10. marca skupaj z imenom Krescencij (Krescenicij [Rastislav], diakon in mučenec iz Afrike) ter zavetnik mesta Siena, † 10. marec v 4. stoletju)